# Mecolaesthus nigrifrons
Mecolaesthus nigrifrons är en spindelart som först beskrevs av Simon 1894.  Mecolaesthus nigrifrons ingår i släktet Mecolaesthus och familjen dallerspindlar. Inga underarter finns listade i Catalogue of Life.